# Ipimorpha aequilinea
Ipimorpha aequilinea là một loài bướm đêm trong họ Noctuidae.